# مونت مومبه
مونت مومبه (به لاتین: Monte Muambe) یک کوه در موزامبیک است که در موزامبیک واقع شده‌است. مونت مومبه ۷۸۰ متر بالاتر از سطح دریا واقع شده‌است.